# Microdon bonariensis
Microdon bonariensis är en tvåvingeart som beskrevs av Lynch Arribalzaga 1891. Microdon bonariensis ingår i släktet myrblomflugor, och familjen blomflugor. Inga underarter finns listade i Catalogue of Life.